# Herrschaft Boos
Die Herrschaft Boos mit Sitz in Boos, heute eine Gemeinde im Landkreis Unterallgäu in Bayern, war ein Territorium im Heiligen Römischen Reich.

## Geschichte
Im Jahr 1054 wurde Boos erstmals urkundlich mit den Edlen von Boos genannt. Diese starben 1140 mit Rudolph von Boos aus. Das Fürststift Kempten war von 1371 bis 1552 Oberlehensherr in Boos. Im Jahr 1551 erwarben die Fugger die Herrschaft. Anton Fugger bezahlte Memminger Patriziern dafür 29.000 Gulden. Bereits ein Jahr später konnte er Boos die Oberlehenshoheit des Fürststifts ablösen. Das kleine Pfarrdorf mit Schloss fiel 1560 an die Linie Fugger-Babenhausen.
Johann Fugger der Ältere begründete 1620 die eigentliche Booser Linie. Im Rahmen der Mediatisierung im Jahr 1806 kam die Herrschaft Boos unter die Landeshoheit von Bayern. Die Fugger errichteten in der Folge das Herrschaftsgericht 1. Klasse Babenhausen (1813–1848, dann Gerichts- und Polizeibehörde bis 1852, dann Landgericht), das auch für Boos zuständig war.